# 1. Bundesliga 2016-2017 (maschile)
La 1. Bundesliga 2016-2017 si è svolta dal 22 ottobre 2016 al 7 maggio 2017: al torneo hanno partecipato undici squadre di club tedesche e la vittoria finale è andata per l'ottava volta, la seconda consecutiva, allo Sport-Club Charlottenburg.

## Regolamento

### Formula
Le squadre hanno disputato un girone all'italiana, con gare di andata e ritorno; al termine della regular season:
- Le prime dieci classificate hanno acceduto ai play-off scudetto, strutturati in ottavi di finale, a cui hanno preso parte le classificate dal settimo al decimo posto, quarti di finale, semifinali, tutte giocate al meglio di due vittorie su tre gare, e finale, giocata al meglio di tre vittorie su cinque gare.
- Le due sconfitte ai quarti di finale dei play-off promozione hanno acceduto ai play-out, strutturati in una finale, giocata al meglio di due vittorie su tre gare: la perdente è retrocessa in 2. Bundesliga.

### Criteri di classifica
Se il risultato finale è stato di 3-0 o 3-1 sono stati assegnati 3 punti alla squadra vincente e 0 a quella sconfitta, se il risultato finale è stato di 3-2 sono stati assegnati 2 punti alla squadra vincente e 1 a quella sconfitta.
L'ordine del posizionamento in classifica è stato definito in base a:
- Punti;
- Numero di partite vinte;
- Ratio dei set vinti/persi;
- Ratio dei punti realizzati/subiti.

## Squadre partecipanti
Al campionato di 1. Bundesliga 2016-17 hanno partecipato undici squadre: quelle neopromosse dalla 2. Bundesliga sono state il Bergische Volleys, vincitrice del girone nord, lo Sportverein Fellbach 1890, vincitrice del girone sud, il Volleyball-Club Bitterfeld-Wolfen, seconda classificata nel girone nord, il Volleyball-Club Eltmann, seconda classificata nel girone sud, e il Volleyball-Club Olympia '93 Berlin, migliore terza classificata; quattro squadre che hanno avuto il diritto di partecipazione, ossia il Chemie Volley Mitteldeutschland, lo Sportverein Fellbach 1890, il Volleyball-Club Bitterfeld-Wolfen, il Volleyball-Club Eltmann, hanno rinunciato, la prima esclusa per inadempienze finanziarie, all'iscrizione: al posto di queste non è stata ripescata alcuna squadra.
| Club            | Città                  | Palazzetto                                 | Stagione precedente                                      |
| --------------- | ---------------------- | ------------------------------------------ | -------------------------------------------------------- |
| Olympia Berlino | Berlino                | Sportforum Berlin Berlino                  | 3ª in 2. Bundesliga (girone nord)                        |
| Charlottenburg  | Berlino                | Max-Schmeling-Halle Berlino                | 1ª in 1. Bundesliga; Campione di Germania                |
| Bühl            | Bühl                   | Großsporthalle Bühl                        | 6ª in 1. Bundesliga; Quarti di finale play-off scudetto  |
| Dürener         | Düren                  | Arena Kreis Düren Düren                    | 5ª in 1. Bundesliga; Quarti di finale play-off scudetto  |
| Friedrichshafen | Friedrichshafen        | ZF-Arena Friedrichshafen Friedrichshafen   | 2ª in 1. Bundesliga; Finale play-off scudetto            |
| Herrsching      | Herrsching am Ammersee | Nikolaushalle Herrsching am Ammersee       | 7ª in 1. Bundesliga; Quarti di finale play-off scudetto  |
| Netzhoppers     | Königs Wusterhausen    | Landkost-Arena Bestensee                   | 8ª in 1. Bundesliga; Ottavi di finale play-off scudetto  |
| Lüneburg        | Luneburgo              | Gellersenhalle Reppenstedt                 | 4ª in 1. Bundesliga; Semifinali play-off scudetto        |
| Rottenburg      | Rottenburg am Neckar   | Paul Horn-Arena Tubinga                    | 10ª in 1. Bundesliga; Ottavi di finale play-off scudetto |
| Rüsselsheim     | Rüsselsheim am Main    | Fraport Arena Francoforte sul Meno         | 3ª in 1. Bundesliga; Semifinali play-off scudetto        |
| Solingen        | Solingen               | Friedrich-Albert-Lange Sporthalle Solingen | 1ª in 2. Bundesliga (girone nord)                        |

## Torneo

### Regular season

#### Risultati
| Partite |                             |     |                                   |
|         |                             |     |                                   |
| 22-10   | Bühl-S. Berlino             | 0-3 | 19-25, 21-25, 15-25               |
| 22-10   | Herrsching-Königs           | 3-0 | 25-14, 25-18, 25-14               |
| 22-10   | Friedrichshafen-Rottenburg  | 3-0 | 25-13, 25-16, 25-14               |
| 22-10   | Düren-Rüsselsheim           | 0-3 | 19-25, 21-25, 21-25               |
| 22-10   | Luneburgo-Solingen          | 3-0 | 31-29, 25-23, 25-16               |
| 29-10   | Königs-Solingen             | 3-1 | 25-19, 21-25, 25-22, 25-17        |
| 29-10   | O. Berlino-Luneburgo        | 0-3 | 18-25, 13-25, 14-25               |
| 29-10   | Rüsselsheim-Bühl            | 3-1 | 25-19, 21-25, 25-18, 25-20        |
| 29-10   | Rottenburg-Herrsching       | 2-3 | 25-18, 23-25, 25-22, 26-28, 12-15 |
| 29-10   | Düren-Friedrichshafen       | 3-0 | 25-23, 25-21, 25-21               |
| 30-10   | S. Berlino-Luneburgo        | 3-0 | 27-25, 25-19, 28-26               |
| 30-10   | O. Berlino-Solingen         | 3-0 | 25-22, 25-23, 25-23               |
| 02-11   | O. Berlino-S. Berlino       | 0-3 | 15-25, 12-25, 15-25               |
| 05-11   | Bühl-Rottenburg             | 3-1 | 25-27, 25-23, 25-16, 25-11        |
| 05-11   | Herrsching-S. Berlino       | 0-3 | 23-25, 18-25, 21-25               |
| 05-11   | Friedrichshafen-Luneburgo   | 3-0 | 25-22, 29-27, 25-18               |
| 06-11   | Königs-Düren                | 0-3 | 22-25, 13-25, 20-25               |
| 06-11   | Solingen-Rüsselsheim        | 0-3 | 14-25, 17-25, 16-25               |
| 12-11   | Herrsching-O. Berlino       | 3-0 | 25-13, 25-20, 25-9                |
| 12-11   | Friedrichshafen-Königs      | 3-0 | 25-21, 25-15, 25-18               |
| 12-11   | Düren-Bühl                  | 3-2 | 25-16, 20-25, 20-25, 25-20, 15-5  |
| 12-11   | Luneburgo-Rottenburg        | 3-1 | 25-17, 25-20, 19-25, 25-15        |
| 13-11   | Herrsching-Rüsselsheim      | 1-3 | 21-25, 25-22, 23-25, 19-25        |
| 13-11   | S. Berlino-Solingen         | 3-0 | 25-17, 25-11, 25-20               |
| 13-11   | Friedrichshafen-O. Berlino  | 3-0 | 25-13, 25-18, 25-12               |
| 16-11   | Rüsselsheim-O. Berlino      | 3-1 | 25-19, 25-15, 23-25, 25-18        |
| 19-11   | Königs-Rüsselsheim          | 0-3 | 20-25, 23-25, 23-25               |
| 19-11   | Solingen-Herrsching         | 1-3 | 25-22, 15-25, 16-25, 19-25        |
| 19-11   | Rottenburg-S. Berlino       | 0-3 | 20-25, 15-25, 16-25               |
| 20-11   | Düren-Luneburgo             | 3-1 | 25-23, 25-21, 26-28, 25-20        |
| 20-11   | O. Berlino-Königs           | 0-3 | 27-29, 12-25, 20-25               |
| 26-11   | O. Berlino-Düren            | 1-3 | 16-25, 28-26, 12-25, 19-25        |
| 26-11   | Bühl-Königs                 | 3-1 | 25-20, 25-20, 20-25, 25-19        |
| 26-11   | Rüsselsheim-Friedrichshafen | 2-3 | 21-25, 17-25, 26-24, 25-22, 11-15 |
| 26-11   | Luneburgo-Herrsching        | 3-0 | 25-19, 25-18, 25-21               |
| 27-11   | S. Berlino-Düren            | 3-1 | 25-12, 25-18, 18-25, 25-21        |
| 27-11   | Solingen-Rottenburg         | 1-3 | 14-25, 27-25, 24-26, 21-25        |
| 03-12   | S. Berlino-Rüsselsheim      | 3-1 | 25-22, 23-25, 25-22, 25-14        |
| 03-12   | Herrsching-Friedrichshafen  | 2-3 | 25-20, 15-25, 20-25, 25-22, 13-15 |
| 03-12   | Rottenburg-Königs           | 3-2 | 25-17, 22-25, 25-20, 20-25, 15-10 |
| 03-12   | Luneburgo-Bühl              | 3-2 | 25-16, 19-25, 36-34, 20-25, 15-9  |
| 04-12   | Solingen-Düren              | 0-3 | 13-25, 22-25, 15-25               |
| 09-12   | Rottenburg-O. Berlino       | 3-1 | 23-25, 25-15, 25-21, 25-20        |
| 10-12   | Bühl-Herrsching             | 3-1 | 25-20, 25-22, 20-25, 25-13        |
| 10-12   | Königs-S. Berlino           | 0-3 | 18-25, 22-25, 14-25               |
| 10-12   | Friedrichshafen-Solingen    | 3-0 | 25-11, 29-27, 25-18               |
| 10-12   | Rüsselsheim-Luneburgo       | 3-0 | 25-20, 25-20, 25-12               |
| 11-12   | Rottenburg-Düren            | 0-3 | 17-25, 23-25, 18-25               |
| 11-12   | Bühl-O. Berlino             | 3-0 | 25-18, 25-22, 25-19               |
| 14-12   | Friedrichshafen-Bühl        | 3-0 | 25-18, 25-22, 25-12               |
| 17-12   | Rüsselsheim-Rottenburg      | 3-0 | 25-19, 25-19, 25-22               |
| 17-12   | Düren-Herrsching            | 3-0 | 25-20, 25-17, 25-20               |
| 17-12   | Luneburgo-Königs            | 3-0 | 25-20, 25-18, 25-21               |
| 18-12   | S. Berlino-Friedrichshafen  | 0-3 | 30-32, 25-27, 27-29               |
| 18-12   | Solingen-Bühl               | 3-1 | 25-23, 18-25, 27-25, 27-25        |

| Partite |                             |     |                                   |
|         |                             |     |                                   |
| 28-12   | Bühl-Rüsselsheim            | 0-3 | 23-25, 18-25, 23-25               |
| 28-12   | Königs-Luneburgo            | 0-3 | 21-25, 18-25, 19-25               |
| 28-12   | Rottenburg-Friedrichshafen  | 1-3 | 25-19, 18-25, 13-25, 18-25        |
| 07-01   | Herrsching-Rottenburg       | 1-3 | 19-25, 22-25, 25-22, 20-25        |
| 07-01   | Solingen-Königs             | 0-3 | 21-25, 17-25, 20-25               |
| 07-01   | Friedrichshafen-Düren       | 3-0 | 25-20, 25-23, 26-24               |
| 07-01   | Luneburgo-Rüsselsheim       | 2-3 | 22-25, 21-25, 27-25, 25-21, 9-15  |
| 08-01   | S. Berlino-Bühl             | 3-0 | 25-19, 25-14, 25-23               |
| 13-01   | Königs-O. Berlino           | 3-0 | 25-21, 25-21, 25-22               |
| 14-01   | Königs-Herrsching           | 1-3 | 21-25, 25-19, 24-26, 16-25        |
| 14-01   | Bühl-Friedrichshafen        | 1-3 | 15-25, 25-21, 16-25, 18-25        |
| 14-01   | Luneburgo-S. Berlino        | 3-1 | 25-19, 25-16, 20-25, 25-18        |
| 15-01   | Rüsselsheim-Solingen        | 3-0 | 25-19, 25-21, 25-20               |
| 15-01   | O. Berlino-Herrsching       | 0-3 | 19-25, 19-25, 23-25               |
| 15-01   | Düren-Rottenburg            | 3-0 | 25-14, 25-19, 27-25               |
| 18-01   | Düren-Solingen              | 3-0 | 25-21, 25-18, 25-18               |
| 21-01   | Herrsching-Düren            | 2-3 | 34-32, 23-25, 25-22, 15-25, 14-16 |
| 21-01   | Solingen-Friedrichshafen    | 0-3 | 15-25, 16-25, 12-25               |
| 22-01   | Bühl-Luneburgo              | 3-1 | 25-23, 25-22, 17-25, 25-23        |
| 22-01   | S. Berlino-Königs           | 3-0 | 25-19, 25-20, 25-18               |
| 22-01   | Rottenburg-Rüsselsheim      | 0-3 | 20-25, 22-25, 24-26               |
| 25-01   | Luneburgo-O. Berlino        | 3-0 | 25-20, 25-20, 25-19               |
| 04-02   | Solingen-Luneburgo          | 0-3 | 19-25, 26-28, 22-25               |
| 04-02   | Friedrichshafen-Herrsching  | 3-2 | 25-22, 25-7, 34-36, 23-25, 15-9   |
| 04-02   | Düren-O. Berlino            | 3-0 | 25-17, 25-19, 25-19               |
| 04-02   | Rottenburg-Bühl             | 3-0 | 26-24, 25-15, 25-22               |
| 05-02   | Solingen-O. Berlino         | 3-2 | 30-28, 20-25, 15-25, 25-22, 15-12 |
| 05-02   | Rüsselsheim-S. Berlino      | 1-3 | 20-25, 20-25, 25-19, 18-25        |
| 05-02   | Düren-Königs                | 1-3 | 25-20, 23-25, 22-25, 20-25        |
| 08-02   | S. Berlino-O. Berlino       | 3-0 | 25-21, 25-16, 25-15               |
| 11-02   | O. Berlino-Friedrichshafen  | 0-3 | 20-25, 14-25, 17-25               |
| 11-02   | S. Berlino-Rottenburg       | 3-0 | 25-20, 25-17, 25-15               |
| 11-02   | Rüsselsheim-Herrsching      | 3-1 | 25-17, 19-25, 25-21, 26-24        |
| 11-02   | Bühl-Solingen               | 3-0 | 25-20, 25-21, 25-20               |
| 11-02   | Luneburgo-Düren             | 1-3 | 22-25, 25-18, 19-25, 23-25        |
| 12-02   | Königs-Friedrichshafen      | 1-3 | 21-25, 25-17, 28-30, 22-25        |
| 12-02   | O. Berlino-Rottenburg       | 3-1 | 25-18, 32-30, 23-25, 25-22        |
| 18-02   | Herrsching-Luneburgo        | 1-3 | 25-22, 28-30, 13-25, 17-25        |
| 18-02   | Königs-Bühl                 | 3-1 | 23-25, 25-20, 25-14, 25-22        |
| 18-02   | Düren-S. Berlino            | 0-3 | 23-25, 23-25, 18-25               |
| 19-02   | Friedrichshafen-Rüsselsheim | 3-0 | 25-20, 25-15, 25-22               |
| 19-02   | O. Berlino-Bühl             | 1-3 | 25-21, 19-25, 24-26, 18-25        |
| 19-02   | Rottenburg-Solingen         | 3-2 | 25-17, 25-15, 23-25, 21-25, 17-15 |
| 22-02   | O. Berlino-Rüsselsheim      | 0-3 | 21-25, 18-25, 20-25               |
| 22-02   | S. Berlino-Herrsching       | 3-1 | 25-18, 18-25, 25-16, 25-19        |
| 25-02   | Herrsching-Bühl             | 3-0 | 27-25, 25-15, 35-33               |
| 25-02   | Königs-Rottenburg           | 3-2 | 25-19, 22-25, 25-18, 23-25, 15-10 |
| 25-02   | Luneburgo-Friedrichshafen   | 0-3 | 23-25, 23-25, 16-25               |
| 26-02   | Solingen-S. Berlino         | 0-3 | 20-25, 23-25, 18-25               |
| 26-02   | Rüsselsheim-Düren           | 3-0 | 25-23, 25-11, 25-22               |
| 05-03   | Herrsching-Solingen         | 3-1 | 25-22, 22-25, 25-15, 25-17        |
| 05-03   | Friedrichshafen-S. Berlino  | 3-2 | 26-24, 22-25, 18-25, 25-22, 15-10 |
| 05-03   | Rüsselsheim-Königs          | 3-2 | 22-25, 27-25, 20-25, 25-16, 15-13 |
| 05-03   | Rottenburg-Luneburgo        | 0-3 | 17-25, 14-25, 21-25               |
| 05-03   | Bühl-Düren                  | 0-3 | 18-25, 20-25, 19-25               |

#### Classifica
| Pos. | Squadra         | Pt | G  | V  | P  | SV | SP | Ratio | PF    | PS    | Ratio |
| ---- | --------------- | -- | -- | -- | -- | -- | -- | ----- | ----- | ----- | ----- |
| 1.   | Friedrichshafen | 53 | 20 | 19 | 1  | 57 | 14 | 4.071 | 1 720 | 1 399 | 1.229 |
| 2.   | Charlottenburg  | 52 | 20 | 17 | 3  | 54 | 13 | 4.154 | 1 624 | 1 333 | 1.218 |
| 3.   | Rüsselsheim     | 47 | 20 | 16 | 4  | 52 | 20 | 2.600 | 1 680 | 1 511 | 1.112 |
| 4.   | Dürener         | 40 | 20 | 14 | 6  | 44 | 25 | 1.760 | 1 611 | 1 459 | 1.104 |
| 5.   | Lüneburg        | 36 | 20 | 12 | 8  | 41 | 29 | 1.414 | 1 644 | 1 519 | 1.082 |
| 6.   | Herrsching      | 26 | 20 | 8  | 12 | 36 | 41 | 0.878 | 1 696 | 1 726 | 0.983 |
| 7.   | Bühl            | 23 | 20 | 7  | 13 | 29 | 44 | 0.659 | 1 582 | 1 685 | 0.939 |
| 8.   | Netzhoppers     | 22 | 20 | 7  | 13 | 28 | 44 | 0.636 | 1 544 | 1 635 | 0.944 |
| 9.   | Rottenburg      | 18 | 20 | 6  | 14 | 26 | 49 | 0.531 | 1 561 | 1 722 | 0.907 |
| 10.  | Olympia Berlino | 7  | 20 | 2  | 18 | 12 | 55 | 0.218 | 1 302 | 1 641 | 0.793 |
| 11.  | Solingen        | 6  | 20 | 2  | 18 | 12 | 57 | 0.211 | 1 366 | 1 700 | 0.804 |

| Qualificata ai play-off scudetto |

### Play-off scudetto

#### Tabellone
|  | Primo turno | Primo turno | Primo turno | Primo turno    | Primo turno |   |                | Quarti di finale | Quarti di finale | Quarti di finale | Quarti di finale | Quarti di finale |   |                | Semifinali | Semifinali  | Semifinali | Semifinali | Semifinali | Semifinali | Semifinali |  |  | Finali | Finali          | Finali | Finali | Finali | Finali | Finali |
|  |             |             |             |                |             |   |                |                  |                  |                  |                  |                  |   |                |            |             |            |            |            |            |            |  |  |        |                 |        |        |        |        |        |
|  |             |             |             |                |             |   |                | 1                | Friedrichshafen  | 3                | 3                |                  |   |                |            |             |            |            |            |            |            |  |  |        |                 |        |        |        |        |        |
|  | 8           | Netzhoppers | 3           | 0              | 3           |   |                | 8                | Netzhoppers      | 0                | 2                |                  |   |                |            |             |            |            |            |            |            |  |  |        |                 |        |        |        |        |        |
|  | 8           | Netzhoppers | 3           | 0              | 3           |   | 1              | 8                | Netzhoppers      | 0                | 2                | Friedrichshafen  | 3 | 3              |            |             |            |            |            |            |            |  |  |        |                 |        |        |        |        |        |
|  | 9           | Rottenburg  | 1           | 3              | 1           |   | 1              |                  |                  |                  |                  |                  |   |                |            |             |            |            |            |            |            |  |  |        |                 |        |        |        |        |        |
|  | 9           | Rottenburg  | 1           | 3              | 1           |   | 4              | Dürener          | 0                | 1                |                  |                  |   |                |            |             |            |            |            |            |            |  |  |        |                 |        |        |        |        |        |
|  |             |             |             |                |             |   |                | Dürener          | 0                | 1                | 4                | Dürener          | 3 | 0              | 3          |             |            |            |            |            |            |  |  |        |                 |        |        |        |        |        |
|  |             |             |             |                |             |   |                |                  |                  |                  | 4                | Dürener          | 3 | 0              | 3          |             |            |            |            |            |            |  |  |        |                 |        |        |        |        |        |
|  |             |             |             |                |             |   |                | 5                | Lüneburg         | 2                | 3                | 1                |   |                |            |             |            |            |            |            |            |  |  |        |                 |        |        |        |        |        |
|  |             |             |             |                |             |   |                |                  |                  |                  |                  |                  |   |                |            |             |            |            |            |            |            |  |  | 1      | Friedrichshafen | 3      | 1      | 1      |        |        |
|  |             |             | 2           | Charlottenburg | 0           | 3 | 3              |                  |                  |                  |                  |                  |   |                |            |             |            |            |            |            |            |  |  |        |                 |        |        |        |        |        |
|  |             |             |             |                |             |   |                | 3                | Rüsselsheim      | 3                | 3                |                  |   |                |            |             |            |            |            |            |            |  |  |        |                 |        |        |        |        |        |
|  |             |             |             |                |             |   |                | 6                | Herrsching       | 0                | 0                |                  |   |                |            |             |            |            |            |            |            |  |  |        |                 |        |        |        |        |        |
|  |             |             |             |                |             |   |                |                  |                  |                  |                  |                  |   |                | 3          | Rüsselsheim | 0          | 3          | 2          |            |            |  |  |        |                 |        |        |        |        |        |
|  | 7           | Bühl        | 3           | 3              |             |   |                |                  |                  |                  |                  |                  |   |                | 3          | Rüsselsheim | 0          | 3          | 2          |            |            |  |  |        |                 |        |        |        |        |        |
|  | 7           | Bühl        | 3           | 3              |             | 2 | Charlottenburg | 3                | 1                | 3                |                  |                  |   |                |            |             |            |            |            |            |            |  |  |        |                 |        |        |        |        |        |
|  | 11          | Solingen    | 0           | 1              |             | 2 | Charlottenburg | 3                | 1                | 3                |                  |                  | 2 | Charlottenburg | 3          | 3           |            |            |            |            |            |  |  |        |                 |        |        |        |        |        |
|  | 11          | Solingen    | 0           | 1              |             |   |                |                  |                  |                  |                  |                  | 2 | Charlottenburg | 3          | 3           |            |            |            |            |            |  |  |        |                 |        |        |        |        |        |
|  |             |             |             |                |             |   |                | 7                | Bühl             | 1                | 0                |                  |   |                |            |             |            |            |            |            |            |  |  |        |                 |        |        |        |        |        |

#### Risultati
| Ottavi di finale |                   |     |                            |
|                  |                   |     |                            |
| 08-03            | Bühl-Solingen     | 3-0 | 25-20, 25-21, 25-15        |
| 08-03            | Königs-Rottenburg | 3-1 | 20-25, 25-22, 25-21, 25-20 |

| 12-03 | Solingen-Bühl     | 1-3 | 21-25, 22-25, 25-20, 15-25 |
| 11-03 | Rottenburg-Königs | 3-0 | 25-22, 25-21, 25-11        |

| 15-03 | Königs-Rottenburg | 3-1 | 22-25, 29-27, 25-23, 25-21 |

| Quarti di finale |                        |     |                                   |
|                  |                        |     |                                   |
| 18-03            | Friedrichshafen-Königs | 3-0 | 25-17, 25-17, 28-26               |
| 18-03            | S. Berlino-Bühl        | 3-1 | 25-18, 25-16, 18-25, 25-18        |
| 18-03            | Rüsselsheim-Herrsching | 3-0 | 25-22, 25-20, 25-16               |
| 19-03            | Düren-Luneburgo        | 3-2 | 20-25, 21-25, 25-19, 25-15, 15-13 |

| 26-03 | Königs-Friedrichshafen | 2-3 | 15-25, 26-24, 25-23, 12-25, 8-15 |
| 26-03 | Bühl-S. Berlino        | 0-3 | 20-25, 18-25, 17-25              |
| 22-03 | Herrsching-Rüsselsheim | 0-3 | 16-25, 29-31, 22-25              |
| 22-03 | Luneburgo-Düren        | 3-0 | 25-23, 25-19, 25-21              |

| 29-03 | Düren-Luneburgo | 3-1 | 23-25, 25-22, 25-20, 25-19 |

| Semifinali |                        |     |                     |
|            |                        |     |                     |
| 09-04      | Friedrichshafen-Düren  | 3-0 | 25-21, 25-19, 25-21 |
| 08-04      | S. Berlino-Rüsselsheim | 3-0 | 33-31, 25-23, 25-17 |

| 15-04 | Düren-Friedrichshafen  | 1-3 | 23-25, 25-22, 21-25, 21-25 |
| 16-04 | Rüsselsheim-S. Berlino | 3-1 | 25-21, 25-23, 23-25, 25-23 |

| 20-04 | S. Berlino-Rüsselsheim | 3-2 | 25-23, 30-28, 19-25, 24-26, 15-10 |

| Finale |                            |     |                            |
|        |                            |     |                            |
| 23-04  | Friedrichshafen-S. Berlino | 3-0 | 25-13, 26-24, 25-21        |
| 03-05  | S. Berlino-Friedrichshafen | 3-1 | 24-26, 25-23, 25-16, 25-21 |
| 07-05  | Friedrichshafen-S. Berlino | 1-3 | 22-25, 27-25, 20-25, 22-25 |

### Play-out

#### Risultati
| Partite |                     |     |                            |
|         |                     |     |                            |
| 18-03   | Rottenburg-Solingen | 3-1 | 25-17, 23-25, 25-23, 25-18 |
| 22-03   | Solingen-Rottenburg | 3-0 | 25-17, 25-20, 25-23        |
| 26-03   | Rottenburg-Solingen | 3-1 | 25-22, 21-25, 28-26, 25-19 |

## Verdetti
| Squadra         | Qualificazione           |
| --------------- | ------------------------ |
| Charlottenburg  | Champions League 2017-18 |
| Friedrichshafen | Champions League 2017-18 |
| Rüsselsheim     | Coppa CEV 2017-18        |
| Dürener         | Coppa CEV 2017-18        |
| Solingen        | 2. Bundesliga 2017-18    |

## Statistiche
| Rendimento individuale | Rendimento individuale | Rendimento individuale | Rendimento individuale |
| Pos.                   | Nome                   | Punti                  | Squadra                |
| ---------------------- | ---------------------- | ---------------------- | ---------------------- |
| 1                      | Tom Strohbach          | 348                    | Herrsching             |
| 2                      | Sławomir Jungiewicz    | 316                    | Bühl                   |
| 3                      | Christian Dünnes       | 306                    | Rüsselsheim            |
| 4                      | Filip Gavenda          | 277                    | Netzhoppers            |
| 5                      | Egor Bogachev          | 271                    | Olympia Berlino        |
| 6                      | Michal Finger          | 269                    | Friedrichshafen        |
| 7                      | Eric Fitterer          | 265                    | Lüneburg               |
| 8                      | Julius Höfer           | 241                    | Herrsching             |
| 9                      | Moritz Reichert        | 236                    | Rüsselsheim            |
| 10                     | Cody Kessel            | 234                    | Lüneburg               |

| Attacchi vincenti | Attacchi vincenti   | Attacchi vincenti | Attacchi vincenti |
| Pos.              | Nome                | Punti             | Squadra           |
| ----------------- | ------------------- | ----------------- | ----------------- |
| 1                 | Tom Strohbach       | 292               | Herrsching        |
| 2                 | Sławomir Jungiewicz | 273               | Bühl              |
| 3                 | Christian Dünnes    | 272               | Rüsselsheim       |
| 4                 | Filip Gavenda       | 244               | Netzhoppers       |
| 5                 | Michal Finger       | 236               | Friedrichshafen   |
| 6                 | Egor Bogachev       | 235               | Olympia Berlino   |
| 7                 | Eric Fitterer       | 209               | Lüneburg          |
| 8                 | Björn Andrae        | 206               | Netzhoppers       |
| 9                 | Julius Höfer        | 201               | Herrsching        |
| 10                | Cody Kessel         | 200               | Lüneburg          |

| Muri vincenti | Muri vincenti     | Muri vincenti | Muri vincenti   |
| Pos.          | Nome              | Punti         | Squadra         |
| ------------- | ----------------- | ------------- | --------------- |
| 1             | Akhrorjon Sobirov | 56            | Bühl            |
| 2             | Tobias Krick      | 45            | Rüsselsheim     |
| 3             | Lukas Bauer       | 42            | Rüsselsheim     |
| 4             | Michel Schlien    | 40            | Lüneburg        |
| 5             | Peter Ondrovič    | 38            | Herrsching      |
| 5             | Andreas Takvam    | 38            | Friedrichshafen |
| 7             | Felix Isaak       | 37            | Rottenburg      |
| 7             | Toni Mester       | 37            | Solingen        |
| 7             | Graham Vigrass    | 37            | Charlottenburg  |
| 10            | Eric Fitterer     | 36            | Lüneburg        |
| 10            | Paul Sprung       | 36            | Netzhoppers     |

| Battute vincenti | Battute vincenti    | Battute vincenti | Battute vincenti |
| Pos.             | Nome                | Punti            | Squadra          |
| ---------------- | ------------------- | ---------------- | ---------------- |
| 1                | Tom Strohbach       | 37               | Herrsching       |
| 2                | Moritz Reichert     | 32               | Rüsselsheim      |
| 3                | Scott Kevorken      | 30               | Lüneburg         |
| 4                | Egor Bogachev       | 28               | Olympia Berlino  |
| 5                | Il'ja Žilin         | 25               | Bühl             |
| 6                | Paul Carroll        | 24               | Charlottenburg   |
| 7                | Friederich Nagel    | 23               | Rottenburg       |
| 7                | Theo Timmermann     | 23               | Netzhoppers      |
| 9                | Jay Blankenau       | 22               | Dürener          |
| 9                | Sławomir Jungiewicz | 22               | Bühl             |

NB: I dati sono riferiti esclusivamente alla regular season.